# Provincia di Tizi Ouzou
La provincia di Tizi Ouzou è una delle 58 province dell'Algeria. Prende il nome dal suo capoluogo Tizi Ouzou.

## Popolazione
La provincia conta 1.127.607 abitanti, di cui 564.974 di genere maschile e 562.633 di genere femminile, con un tasso di crescita dal 1998 al 2008 dello 0.2%.

## Distretti
La provincia è suddivisa in 21 distretti:

1. Ain El Hammam • 2. Azazga • 3. Azeffoun • 4. Beni Douala • 5. Beni Yenni • 6. Boghni • 7. Bouzguen • 8. Draâ Ben Khedda • 9. Draâ El Mizan • 10. Iferhounène • 11. Larbaâ Nath Irathen • 12. Mâatkas • 13. Makouda • 14. Mekla • 15. Ouacif • 16. Ouadhia • 17. Ouaguenoun • 18. Tigzirt • 19. Tizi Gheniff 20. Tizi Ouzou 21. Tizi Rached.

Nella tabella sono riportati i comuni della Provincia, suddivisi per distretto di appartenenza.
| Distretto                        | Comuni                                                   |
| -------------------------------- | -------------------------------------------------------- |
| Distretto di Aïn El Hammam       | Aïn El Hammam · Abi Youcef · Aït Yahia · Akbil           |
| Distretto di Azazga              | Azazga · Freha · Ifigha · Yakouren · Zekri               |
| Distretto di Azeffoun            | Azeffoun · Aït Chafâa · Akerrou · Aghribs                |
| Distretto di Beni Douala         | Beni Douala · Aït Mahmoud · Beni Aïssi · Beni Zmenzer    |
| Distretto di Beni Yenni          | Beni Yenni · Iboudraren · Yatafen                        |
| Distretto di Boghni              | Boghni · Assi Youcef · Bounouh · Mechtras                |
| Distretto di Bouzguen            | Bouzguen · Ath Zikki · Idjeur · Illoula Oumalou          |
| Distretto di Draâ Ben Khedda     | Draâ Ben Khedda · Sidi Naâmane · Tadmaït · Tirmitine     |
| Distretto di Draâ El Mizan       | Draâ El Mizan · Aïn Zaouia · Aït Yahia Moussa · Frikat   |
| Distretto di Iferhounène         | Iferhounène · Illilten · Imsouhel                        |
| Distretto di Larbaâ Nath Irathen | Larbaâ Nath Irathen · Aït Aouggacha · Irdjen             |
| Distretto di Maâtkas             | Maâtkas · Souk El Thenine                                |
| Distretto di Makouda             | Makouda · Boudjima                                       |
| Distretto di Mekla               | Mekla · Aït Khellili · Souamaâ                           |
| Distretto di Ouacif              | Ouacif · Aït Boumahdi · Aït Toudert                      |
| Distretto di Ouadhia             | Ouadhia · Agouni Gueghrane · Aït Bouaddou · Tizi N'Tleta |
| Distretto di Ouaguenoun          | Ouaguenoun · Aït Aïssa Mimoun · Timizart                 |
| Distretto di Tigzirt             | Tigzirt · Iflissen · Mizrana                             |
| Distretto di Tizi Gheniff        | Tizi Gheniff · M'Kira                                    |
| Distretto di Tizi Ouzou          | Tizi Ouzou                                               |
| Distretto di Tizi Rached         | Tizi Rached · Aït Oumalou                                |